# Klaus Præst Jaqué
Klaus Præst Jaqué (født 7. juni 1992), er en dansk atlet, som startede i IK Olympia, og har siden repræsenteret Bagsværd AC Ballerup AK, Odense Atletik/OGF (2014) Københavns IF (2015) og fra 2016 atter Bagsværd AC. Fra 2020 Aalborg AM. 
Klaus Præst Jaqué vandt bronze ved DM på 400 meter hækkeløb i 2013, og senere sølv på 4 x 400 meter med Odense Atletik/OGF (sammen med Rasmus Jensen, Rasmus Mohr Ernst og Andreas Lommer), og senest bronze ved Danmarksturneringen i atletik 2014. Han var med Københavns IF i finalen ved Danmarksturneringen, inden han i 2016 var en del af det Bagsværd AC hold som kvalificerede sig til Danmarksturneringens oprykningsmatch. Han er også kommentator på Atletik TV.
Fra 2020 repræsenterer han Aalborg Atletik og Motion, for hvem han var med til at blive nummer fire på 4 x 200 meter til DM indendørs, vinde bronze på 400 meter hæk, vinde sølv på 4 x 400 meter, sammen med Carl August Allerød, Benjamin Lobo Vedel og Kristian Uldbjerg Hansen. Desuden vandt han bronze med holdet til DM Hold i Aarhus.
Til daglig arbejder han som kommunikationsmedarbejder i Aalborg Atletik.

## Danske mesterskaber
- Bronze 2013 400 meter hæk
- Sølv 2014 4 x 400 meter
- Bronze 2014 Danmarksturneringen
- Bronze 2020 400m hæk
- Bronze 2020 Danmarksturneringen
- Sølv 2020 4 x 400m

Junior -22
- Sølv 2013 400 meter hæk
- Guld 2013 3000 meter forhindring
- Bronze 2013 Trespring
- Bronze 2014 Trespring-inde
- Bronze 2014 400 meter hæk
- Bronze 2014 4 x 100 meter
- Sølv 2014 4 x 400 meter
- Sølv ? lang cross hold

## Personlige rekorder
- 100 meter: 11,78
- 200 meter: 23,48 (indendørs)
- 400 meter: 50,16
- 800 meter: 1:58,25
- 400 meter hæk: 57,24